# توموکازو ناگیرا
توموکازو ناگیرا (انگلیسی: Tomokazu Nagira؛ زادهٔ ۱۷ اکتبر ۱۹۸۵) بازیکن فوتبال اهل ژاپن است.
از باشگاه‌هایی که در آن بازی کرده‌است می‌توان به باشگاه فوتبال آویسپا فوکوئوکا و باشگاه فوتبال توکیو اشاره کرد.
وی همچنین در تیم ملی فوتبال زیر ۲۰ سال ژاپن بازی کرده‌است.